# Prvenstvo Hrvatske u ragbiju 2009./10.
Prvenstvo Hrvatske u ragbiju u sezoni 2009/10. je imalo ove sudionike:
- Nadu iz Splita
- Mladost iz Zagreba
- Zagreb
- Makarsku rivijeru iz Makarske
- Vilane iz Krasice

## Natjecateljski sustav
Igra se po dvokružnom ligaškom sustavu, jedan susret na domaćem terenu i jedan na gostujućem terenu.

## Rezultati
Rezultati hrvatskog prvenstva 2009/10. se boduju i za Interligu, sezonu 2009/10.

## Konačna ljestvica
Poredak na koncu prvenstva je bio idući:
```
Mj.  Klub           Ut Pb  N Pz  Pos:Pri    RP   Bod
1. Nada              8  8  0  0  468: 52   +416  24
2. Ma. rivijera      8  6  0  2  215:208   +  7  20
3. Zagreb            8  3  0  5  261:230   + 31  14
4. Mladost           8  3  0  5  178:217   - 39  14
5. Vilani-Krasica    8  0  0  8   81:496   -415   8
```

Hrvatski prvaci za sezonu 2009./2010. su ragbijaši splitske Nade.